# Вонифатьевская церковь
Вонифатьевская церковь (Шведовская церковь) — утраченный единоверческий храм в городе Новозыбкове. На его месте разбит сквер Боевой Славы, в котором установлен бюст Д. А. Драгунского из села Святск. В 2003 году восстановлена часовня.

## История
Церковь построена в 1896 году на средства купца Афанасия Ивановича Шведова. Причиной этого послужил пожар на одной из фабрик Шведова, в ходе которого погибли 11 рабочих. Предположительно, причиной пожара послужило пьянство персонала. Афанасий Иванович винил себя в трагедии и решил построить храм во имя мученика Вонифатия, которому молятся во избавление от пьянства. Храм построили из кирпича, изготовленного на шведовском заводе.
После прихода советской власти храм закрыли. В здании был устроен пионерский клуб, а затем оно использовалось как зернохранилище. В 1932 году храм взорвали с резолюцией: «мешает проведению праздничных демонстраций».
В 2003 году по инициативе мэра Новозыбкова Ивана Александровича Нестерова была восстановлена часовня Шведовской церкви. В ходе работ был найден тайный ход, связывавший храм с домом Шведова.